# 직접심리주의
직접심리주의(直接審理主義, Unmittelbarkeit)란 재판을 행하는 법관이 직접 당사자의 주장을 듣고 증거를 조사하여야 하는 주의로 간접심리주의와 대비되는 개념이다. 직접심리주의는 법관으로 하여금 피고사건에 대하여 정확한 심증을 형성하게 하고 피고인으로 하여금 증거에 관하여 직접적인 의견 신술을 할 수 있도록 함으로써 실체적 진실발견과 공정한 재판을 달성하는 데 기여한다. 직접심리주의는 형식적 직접주의와 실질적 직접주의로 나뉜다. 형식적 직접주의란 수소법원이 재판의 기초가 되는 증거를 직접 조사해야 한다는 원칙을 말한다. 이에 대하여 실질적 직접주의는 법원이 사실의 증명 여부를 판단함에 있어서 요증사실과 가장 가까운 원본증거를 사용하고 그의 대체물을 사용하지 못하도록 하는 원칙을 말한다. 

## 참고 문헌
- 조상희, 『법학전문대학원 민사소송법 기본강의』. 한국학술정보(주), 2009. ISBN 9788953423077